# ТЭЦ-4 (станция)
ТЭЦ-4 — промышленная железнодорожная станция на 5-м километре ветви необщего пользования станция Тверь — маневровый район Волга. Строительство станции связано с вводом в эксплуатацию ТЭЦ-4 в городе Калинине и относится к 1940-м — 1950-м годам. Основным назначением станции являлась перегрузка торфа, перевозимого по узкоколейной железной дороге Редкинского торфопредприятия, на широкую колею. В начальный период эксплуатации станции, для работы на ней использовались паровозы типа «Рак» и 9П. В 1952 году на станцию поступило еще несколько паровозов 9П, а также, в связи с проведенной электрификацией станции, электровозы II-КП4А. Электрификация станции была осуществлена на напряжении 600 В постоянного тока с использованием контактной сети трамвайного типа. Стыкования напряжение со станцией Калинин не было, подача и уборка вагонов осуществлялась МПСовским тепловозом (в конце 1980-х на подаче работал тепловоз ЧМЭ3). В конце 1960-х — начале 1970-х на станцию поступили электровозы IV-КП1А. Управление работой станции и локомотивов осуществлялось железнодорожным цехом ТЭЦ-4. В 1970-х годах ежегодное грузооборот станции по одному только торфу составлял около 1 млн тонн. В конце 1980-х ТЭЦ-4 перешла с торфа на газовое топливо, в связи с чем существование перегруза перестало быть оправданным. Железнодорожный цех ТЭЦ-4 был ликвидирован и передан в ведение Калининского предприятия железнодорожного транспорта в 1988 году (сейчас ООО «Тверьпромжелдортранс»). В середине 1990-х годов на станции была снята контактная сеть, устройства централизации сигналов, устройства мачтового освещения станции, ликвидированы подъездные пути сторонних предприятий. В 2012 году были сняты два приемо-отправочных пути.